# آستون مارتین دی‌بی۲

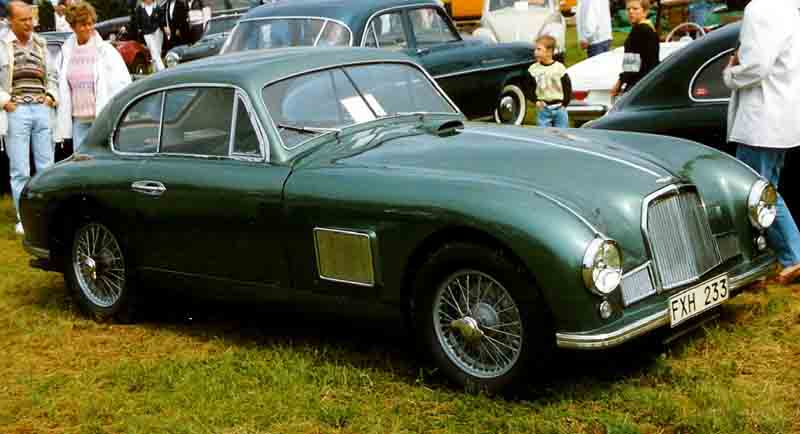

آستون مارتین دی‌بی۲ (Aston Martin DB2) خودرویی است که در سال‌های ۱۹۵۰–۱۹۵۳  تولید شده‌است.
این خودرو در کلاس خودرو اسپورت قرار گرفته، طراحی آن خودروهای موتور جلو-محور عقب، طول آن در حالت طبیعی ۱۶۲٫۵ اینچ (۴٬۱۳۰ میلیمتر)، عرض آن در حالت طبیعی ۶۵ اینچ (۱٬۷۰۰ میلیمتر) و ارتفاع آن در حالت طبیعی ۵۳٫۵ اینچ (۱٬۳۶۰ میلیمتر) است.

## نگارخانه

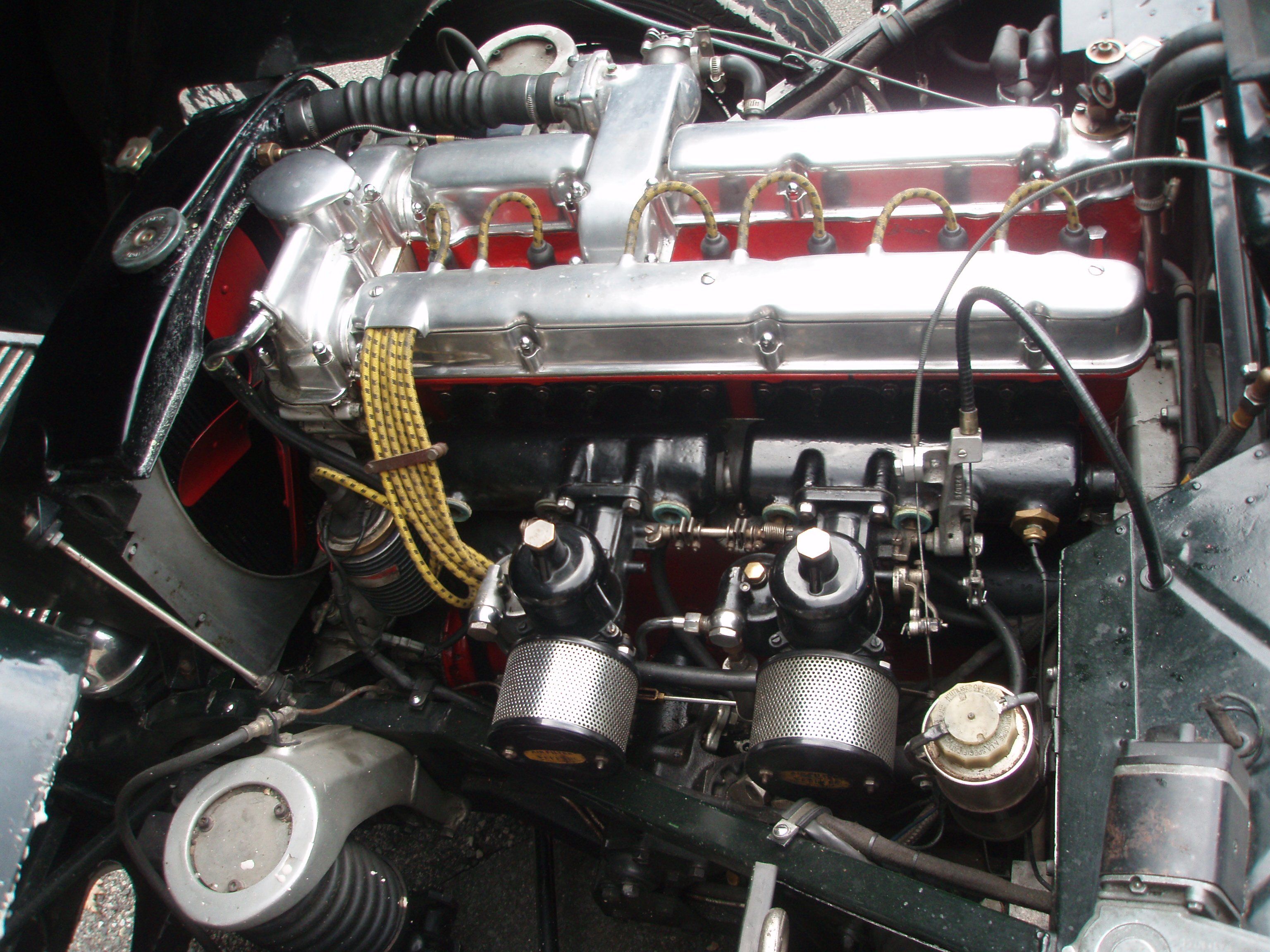
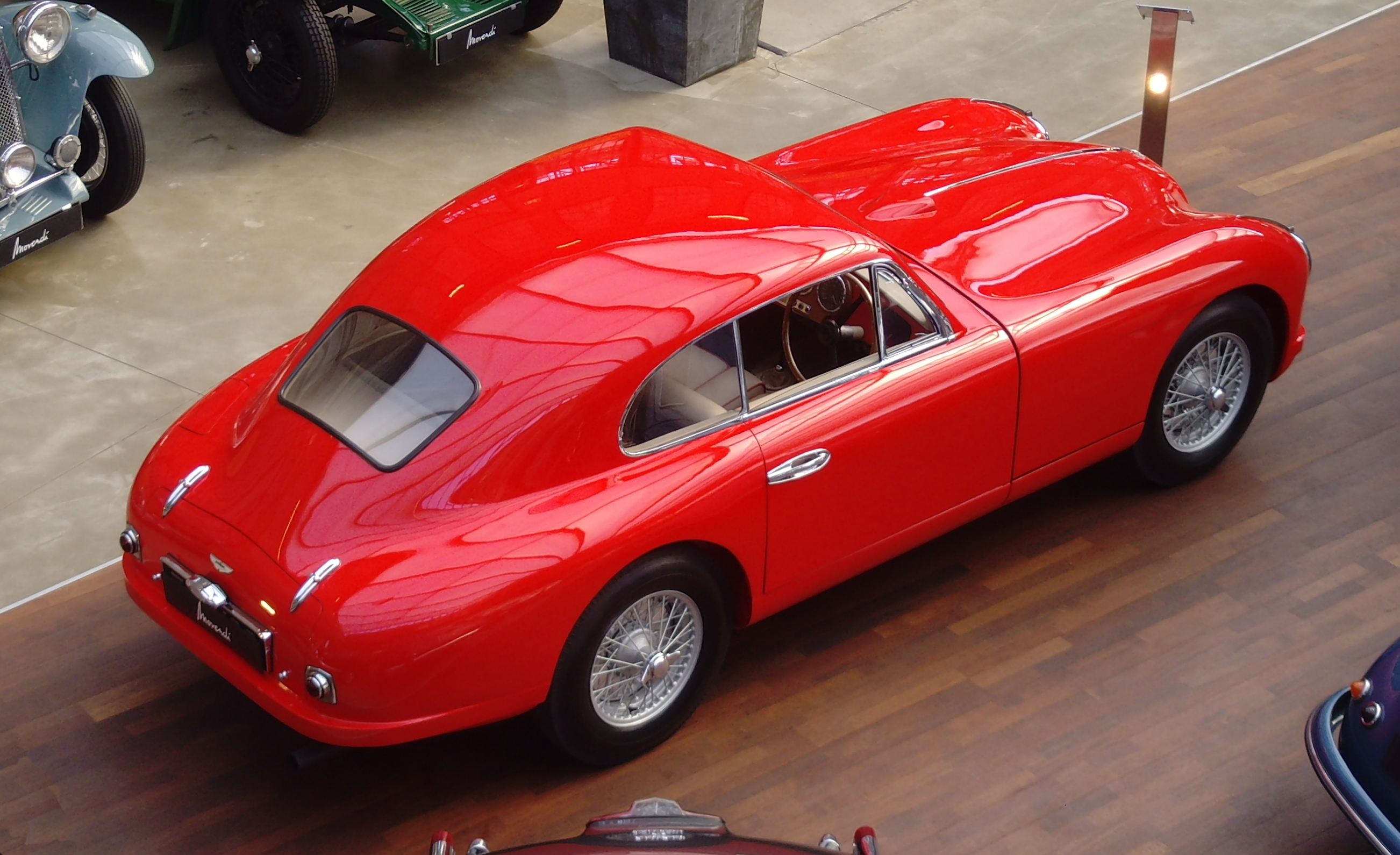
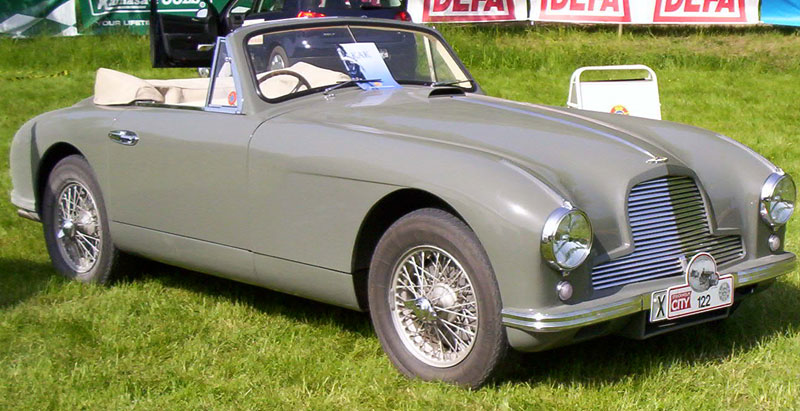